# Miomantis mombasica
Miomantis mombasica es una especie de mantis de la familia Mantidae.

## Distribución geográfica
Se encuentra en Kenia, Ruanda, Tanzania y   Burundi.